# Sharon Jones
Sharon Lafaye Jones (4 tháng 5 năm 1956 – 18 tháng 11 năm 2016) là ca sĩ nhạc soul và funk người Mỹ. Là một thành viên trong ca đoàn nhà thờ, Jones thường tham gia nhiều cuộc thi ban nhạc funk địa phương vào đầu những năm 1970. Lúc này, bà hát bè dưới nghệ danh Lafaye Jones, rồi trải qua một thời gian làm nhân viên tại Rikers Island, trước khi xuất hiện trong ban nhạc soul và deep funk Lee Fields.
Jones đạt thành công vào thời gian cuối đời, phát hành đĩa nhạc đầu tiên năm bà 40 tuổi. Bà là giọng ca chính trong ban nhạc Sharon Jones & The Dap-Kings, thành lập tại Brooklyn, New York. Họ phát hành các album Dap Dippin' with Sharon Jones and the Dap-Kings (2002), Naturally (2005), 100 Days, 100 Nights (2007) và I Learned the Hard Way (2010), được xem là sự hồi sinh của dòng nhạc soul và funk. Năm 2014, Jones giành được đề cử đầu tiên cho giải Grammy, trong hạng mục "Album R&B xuất sắc nhất" cho Give the People What They Want.
Jones đóng một vai nhỏ trong phim The Great Debaters (2007), với diễn xuất chính của Denzel Washington và Forest Whitaker. Bà trình diễn "That's What My Baby Likes" của Lucille Bogan trong bộ phim này, cùng nhiều phiên bản trình bày lại nhạc phẩm thập niên 1930 khác trong album nhạc phim. Năm 2015, một bộ phim tài liệu về bà mang tên Miss Sharon Jones!, do Barbara Kopple đạo diễn, mở màn tại Liên hoan phim quốc tế Toronto.

## Thời thơ ấu
Jones sinh ra tại Augusta, Georgia, là con gái của Ella Mae Price Jones và Charlie Jones, sống liền kề khu vực North Augusta, South Carolina. Jones là con út trong 6 người con; các anh chị của bà là Dora, Charles, Ike, Willa và Henry. Mẹ của Jones dời gia đình về thành phố New York khi bà còn nhỏ. Lúc ấy, bà cùng các anh em thường bắt chước phong cách hát và nhảy của James Brown. Mẹ của bà tình cờ biết Brown, người lúc đó cũng đến từ Augusta.
Jones lớn lên ở khu Bedford Stuyvesant thuộc Brooklyn, New York. Năm 1975, bà tốt nghiệp trường Trung học Thomas Jefferson ở Brooklyn. Bà đến học tại Đại học Brooklyn.

## Qua đời
Ngày 3 tháng 6 năm 2013, Jones được chẩn đoán mắc bệnh ung thư ống mật và trải qua ca phẫu thuật, buộc phải hoãn phát hành album phòng thu Give the People What They Want. Sau đó, bà được chẩn đoán mắc bệnh ung thư tuyến tụy giai đoạn II, khiến bà phải phẫu thuật gan và hóa trị. Cuộc hóa trị khiến bà rụng tóc, có lần phải đầu trọc trình diễn và từ chối mang tóc giả. Trong Liên hoan phim quốc tế Toronto 2015, bà tiết lộ căn bệnh ung thư đã trở lại và phải hóa trị thêm lần nữa. Jones qua đời vào ngày 18 tháng 11 năm 2016 tại Cooperstown, New York bởi những biến chứng của bệnh ung thư tuyến tụy, hưởng thọ 60 tuổi.

## Danh sách đĩa nhạc
- Dap Dippin' with Sharon Jones and the Dap-Kings (2002)
- Naturally (2005)
- 100 Days, 100 Nights (2007)
- I Learned the Hard Way (2010)
- Soul Time! (tổng hợp) (2011)
- Give the People What They Want (2014)
- It's a Holiday Soul Party (2015)
- Miss Sharon Jones! Soundtrack (tổng hợp) (2016)